# Born This Way: The Remix
A Born This Way: The Remix Lady Gaga amerikai énekesnő második, remixeket tartalmazó válogatásalbuma, amely az Interscope Records kiadónál 2011. november 18-án jelent meg. Az album az énekesnő Born This Way című második nagylemezének dalaiból készített remixeket tartalmazza. A Born This Way: The Collection című box-szett kiadvány részeként is megjelent, amelyben a Born This Way 17 számos változata és az HBO Lady Gaga Presents the Monster Ball Tour: At Madison Square Garden című koncertfilmje is helyet kapott. A remixek nagy része korábban már megjelent a Born This Way kislemezeihez megjelentetett remixeket tartalmazó középlemezekben. Zeneileg az album az elektronikus és dance műfajokba sorolható, de az Europop, a techno és a dubstep stílusok is hatást gyakoroltak rá.
A kritikusok vegyes fogadtatásban részesítették az albumot, mivel többen úgy vélték, hogy szükségtelen volt megjelentetni. Ennek ellenére többségük dicsérte a The Weeknd, a Twin Shadow és a Guéna LG remixeit. A Metacritic oldalán az értékelések összesítése alapján a maximális 100-ból 57 pontot kapott a lemez. Kereskedelmi szempontból a Born This Way: The Remix csak kisebb sikereket ért el, és összesen tíz ország albumlistájára tudott felkerülni. A legmagasabb pozícióját Japánban érte el, ahol a legjobb húsz közé került, míg az Egyesült Államokban nem került be a legjobb 100 közé a Billboard 200 albumlistáján.

## Háttér

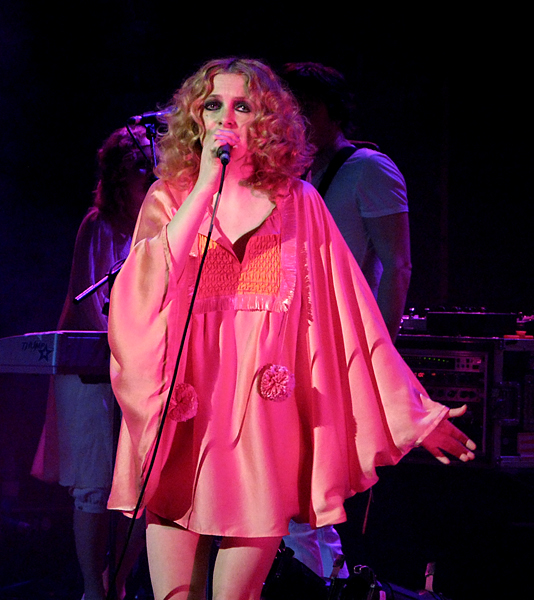
Goldfrapp Gaga albumának második kislemezéhez, a Judashoz készített remixet.

2011 októberében Lady Gaga bejelentette, hogy Born This Way: The Remix címmel remixalbumot tervez megjelentetni. Born This Way című második nagylemezének dalaiból összesen tizennégy remixet tartalmaz, amelyek közül mindössze hét remix nem jelent meg korábban. A Born This Way: The Remix része volt a Born This Way: The Collection címmel megjelentetett box-szett kiadványnak, amelyben Gaga második nagylemezének 17 számos változata, és a Lady Gaga Presents the Monster Ball Tour: At Madison Square Garden című HBO koncertfilm is helyet kapott. Az albumon szereplő dalok remixeit többek közt olyan techno zenészek készítették, mint a Sultan & Ned Shepard, vagy olyan elektropop producerek mint a Goldfrapp és a Metronomy, olyan feltörekvő indie rock előadók, mint a Twin Shadow és a Two Door Cinema Club, de The Weeknd remixe is felkerült a kiadványra.
A remixek többsége korábban már megjelent a Born This Way album kislemezeinek remixeket tartalmazó középlemezein. Elsőként a Born This Way dalhoz készült Twin Shadow remix látott napvilágot 2011 márciusában. Ezt követte 2011 májusában a Goldfrapp feldolgozása a Judashoz, amely Gaga hivatalos YouTube csatornáján jelent meg. A Wild Beasts remixe a You and I-hoz 2011 augusztusában jelent meg, és az eladásai segítettek felhívni a figyelmet arra, hogy az emberek hogyan tudják támogatni azokat a független kiadókat, amelyeknek a készleteik odavesztek a PIAS Recordings nagy-britanniai elosztó raktárának tűzvészében. A remix mögötti inspirációval kapcsolatban Hayden Thorpe a Wild Beasts csapatából a The Guardiannek elmondta: „Az összeillés valószínűtlensége volt talán az, amely rávett arra, hogy elvállaljuk a munkát. Gaga több szempontból is a tökéletes példája azoknak, amik mi nem vagyunk. Ő a henteskésünkhöz a hentes. Az alapvető izgalom az, hogy mindig eltérjünk attól, amit tőlünk várnak, és amit mi várunk saját magunktól.” Az utolsó remix, amit korábban kiadtak a The Weeknd feldolgozása a Marry the Night-ból, amelyben Illangelo is közreműködött társproducerként.

## Kereskedelmi fogadtatás
Az Egyesült Királyságban a 77. helyen debütált a Born This Way: The Remix a brit albumlistán 2011. december 12-én. Japánban az albumból első hetén 12 120 példányt értékesítettek, amivel a 14. helyen nyitott a japán albumlistán. Második hetén az album 6650-es eladással a 19. helyre esett vissza. A Recording Industry Association of Japan (RIAJ) aranylemez minősítéssel jutalmazta a kiadványt a 100 000-es példányszám elérését követően. Az Egyesült Államokban az album a Billboard 200 albumlistájának első 100 helyezettje közé nem került be, és a 105. helyen debütált, míg a Dance/Elektronikus albumlistán a harmadik helyen nyitott. Többek közt Olaszországban, Franciaországban és Spanyolországban is az első 100 közé tudott kerülni az album.

## Számlista
| 1.    | Born This Way (Zedd Remix)                       | Lady Gaga, Jeppe Laursen                          | Lady Gaga, Laursen, Fernando Garibay, DJ White Shadow (a remix produceri munkája és hangkeverés Zeddtől)   | 6:30 |
| 2.    | Judas (Goldfrapp Remix)                          | Lady Gaga, RedOne                                 | Lady Gaga, RedOne (remix a Goldfrapp-tól)                                                                  | 4:41 |
| 3.    | The Edge of Glory (Foster the People Remix)      | Lady Gaga, Garibay, DJ White Shadow               | Lady Gaga, Garibay (remix a Foster the People-tól)                                                         | 6:10 |
| 4.    | You and I (Wild Beasts Remix)                    | Lady Gaga                                         | Lady Gaga, Robert John "Mutt" Lange (a remix és kiegészítő produceri munka a Wild Beasts-től)              | 3:50 |
| 5.    | Marry the Night (The Weeknd & Illangelo Remix)   | Lady Gaga, Garibay                                | Lady Gaga, Garibay (a remix a The Weeknd-től és az Illangelo-tól, kiegészítő háttérvokál a The Weeknd-től) | 4:03 |
| 6.    | Black Jesus + Amen Fashion (Michael Woods Remix) | Lady Gaga, DJ White Shadow                        | Lady Gaga, DJ White Shadow (remix, kiegészítő produceri munka és billentyűs hangszerek Michael Woods-tól)  | 6:10 |
| 7.    | Bloody Mary (The Horrors Remix)                  | Lady Gaga, Garibay, DJ White Shadow               | Lady Gaga, DJ White Shadow, Garibay*, Clinton Sparks* (remix a The Horrors-tól)                            | 5:18 |
| 8.    | Scheiße (Guéna LG Club Remix)                    | Lady Gaga, RedOne                                 | Lady Gaga, RedOne (remix és kiegészítő produceri munkák a Guéna LG-től, hangkeverés Julien Carret-től)     | 5:44 |
| 9.    | Americano (Gregori Klosman Remix)                | Lady Gaga, Garibay, DJ White Shadow, Cheche Alara | Lady Gaga, Garibay, DJ White Shadow (a remix produceri munkája Gregori Klosman-től)                        | 6:07 |
| 10.   | Electric Chapel (Two Door Cinema Club Remix)     | Lady Gaga, DJ White Shadow                        | Lady Gaga, DJ White Shadow (remix a Two Door Cinema Club-tól)                                              | 3:59 |
| 11.   | You and I (Metronomy Remix)                      | Lady Gaga                                         | Lady Gaga, Lange (remix és kiegészítő produceri munkák Joseph Mount-tól)                                   | 4:19 |
| 12.   | Judas (Hurts Remix)                              | Lady Gaga, RedOne                                 | Lady Gaga, RedOne (remix a Hurts-től)                                                                      | 3:58 |
| 13.   | Born This Way (Twin Shadow Remix)                | Lady Gaga, Laursen                                | Lady Gaga, Laursen, Garibay, DJ White Shadow (a remix produceri munkája a Twin Shadow-tól)                 | 4:05 |
| 14.   | The Edge of Glory (Sultan & Ned Shepard Remix)   | Lady Gaga, Garibay, DJ White Shadow               | Lady Gaga, Garibay (a remix produceri munkája a Sultan & Ned Shepard-től)                                  | 6:34 |
| 71:27 |                                                  |                                                   | |      |

| Bakelit és iTunes Store bónusz szám | Bakelit és iTunes Store bónusz szám | Bakelit és iTunes Store bónusz szám | Bakelit és iTunes Store bónusz szám                                                                 | Bakelit és iTunes Store bónusz szám | Bakelit és iTunes Store bónusz szám | Bakelit és iTunes Store bónusz szám | Bakelit és iTunes Store bónusz szám | Bakelit és iTunes Store bónusz szám | Bakelit és iTunes Store bónusz szám |
|                                     | Cím                                 | Szerző(k)                           | Producer(ek)                                                                                        | Hossz                               |                                     |                                     |                                     |                                     |                                     |
| ----------------------------------- | ----------------------------------- | ----------------------------------- | --------------------------------------------------------------------------------------------------- | ----------------------------------- | ----------------------------------- | ----------------------------------- | ----------------------------------- | ----------------------------------- | ----------------------------------- |
| 15.                                 | Judas (Röyksopp's 30 Pieces Remix)  | Lady Gaga, RedOne                   | Lady Gaga, RedOne (remix, és kiegészítő produceri munka Svein Berge-től és Torbjørn Brundtland-tól) | 9:18                                |                                     |                                     |                                     |                                     |                                     |
| 80:45                               |                                     |                                     | |                                     |                                     |                                     |                                     |                                     |                                     |

| Japán limitált kiadás | Japán limitált kiadás                          | Japán limitált kiadás      | Japán limitált kiadás | Japán limitált kiadás | Japán limitált kiadás | Japán limitált kiadás | Japán limitált kiadás | Japán limitált kiadás | Japán limitált kiadás |
|                       | Cím                                            | Szerző(k)                  | Producer(ek) | Hossz                 |                       |                       |                       |                       |                       |
| --------------------- | ---------------------------------------------- | -------------------------- | --- | --------------------- | --------------------- | --------------------- | --------------------- | --------------------- | --------------------- |
| 15.                   | You and I (Mark Taylor Remix)                  | Lady Gaga                  | Lady Gaga, Lange (gitár Patrick Mascall-től; remix, kiegészítő produceri munka, billentyűs hangszerek, és számítógép generálta hangok Mark Taylor-tól; maszterizálás Dick Beetham-től) | 5:02                  |                       |                       |                       |                       |                       |
| 16.                   | The Edge of Glory (Desi Hits! Bollywood Remix) | Lady Gaga, Garibay, RedOne | Lady Gaga, Garibay (remix és kiegészítő produceri munka DJ Aqeel-től) | 4:26                  |                       |                       |                       |                       |                       |
| 80:13                 |                                                |                            | |                       |                       |                       |                       |                       |                       |

megjegyzések
(*) társszerzőséget jelöl

## Közreműködők
| - Cheche Alara – szerző - DJ Aqeel – kiegészítő produceri munka, remixelés - Dick Beetham – maszterizálás - Svein Berge – további produceri munka, remixelés - Torbjørn Brundtland – kiegészítő produceri munka, remixelés - Julien Carret – hangkeverés - Troy Carter – menedzsment - Foster the People – remixelés - Goldfrapp – remixelés - Guéna LG – kiegészítő produceri munka, remixelés - Vincent Herbert – A&R, executive producer - The Horrors – remixelés - Hurts – remixelés - Illangelo – remixelés - Lady Gaga – szerző, producer, vokál - Fernando Garibay – szerző, producer - Gregori Klosman – remix producer | - Robert John "Mutt" Lange – producer - Jepper Laursen – dalszerzés, producer - Patrick Mascall – gitár - Joseph Mount – kiegészítő produceri munka, remixelés - RedOne – composer, producer - Ned Shepard – remix producer - Sultan Shepard – remix producer - Clinton Sparks – producer - Mark Taylor – kiegészítő produceri munka, remixelés, billentyűsök, számítógép generálta hangok - Twin Shadow – remix producer - Two Door Cinema Club – remixelés - The Weeknd – remixelés, háttérvokál - DJ White Shadow – szerző, producer - Wild Beasts – további produceri munka, remixelés - Michael Woods – kiegészítő produceri munka, billentyűsök, remixelés - Zedd – remix producer, hangkeverés |

## Albumlistás helyezések és minősítések
| Albumlista (2011)                 | Legjobb helyezés |
| --------------------------------- | ---------------- |
| Ausztrál albumlista               | 62               |
| Belga albumlista (Vallónia)       | 69               |
| Brit albumlista                   | 77               |
| Francia albumlista                | 71               |
| Görög albumlista                  | 51               |
| Japán albumlista                  | 14               |
| Kanadai albumlista                | 49               |
| Olasz albumlista                  | 89               |
| Spanyol albumlista                | 41               |
| USA Billboard 200 albumlista      | 105              |
| USA Dance/Electronic Albums lista | 3                |

| Ország | Minősítés  |
| ------ | ---------- |
| Japán  | Aranylemez |

## Megjelenések
| Regió              | Dátum              | Formátum               | Kiadó                                             | Változat | Katalógusszám            |
| ------------------ | ------------------ | ---------------------- | ------------------------------------------------- | -------- | ------------------------ |
| Kolumbia           | 2011. november 18. | CD                     | Universal Music International, Interscope Records | Standard | 602527870007             |
| Németország        | 2011. november 18. | CD, digitális letöltés | Universal Music International, Interscope Records | Standard | B005SV9W4Q               |
| Egyesült Államok   | 2011. november 21. | CD, digitális letöltés | Streamline, Interscope és Konlive                 | Standard | B005SV9W4Q               |
| Egyesült Királyság | 2011. november 21. | CD, digitális letöltés | Polydor Records                                   | Standard | B005SV9W4Q               |
| Japán              | 2011. november 21. | CD, digitális letöltés | Interscope                                        | Standard | B005SV9W4Q               |
| Franciaország      | 2011. november 21. | CD, digitális letöltés | Interscope                                        | Standard | B005SV9W4Q               |
| Japán              | 2011. november 23. | CD                     | Universal International                           | Limitált | B005SUI4Z0               |
| Egyesült Államok   | 2011. december 6.  | Bakelit                | Streamline, Interscope, KonLive                   | Standard | B005ZN2I66               |
| Németország        | 2011. december 6.  | Bakelit                | Universal Music Group, Interscope                 | Standard | B005ZN2I66               |
| Egyesült Királyság | 2011. december 6.  | Bakelit                | Universal Music Group, Interscope                 | Standard | B005ZN2I66               |
| Japán              | 2011. december 6.  | Bakelit                | Universal Music Group, Interscope                 | Standard | B005ZN2I66               |
| Indonézia          | 2011. december 14. | CD                     | Universal Music Indonesia                         | Standard | Ismeretlen katalógusszám |

## Fordítás
- Ez a szócikk részben vagy egészben  a   Born This Way: The Remix című angol Wikipédia-szócikk fordításán alapul.  Az eredeti cikk szerkesztőit annak laptörténete sorolja fel. Ez a jelzés csupán a megfogalmazás eredetét és a szerzői jogokat jelzi, nem szolgál a cikkben szereplő információk forrásmegjelöléseként.